# اینجا شهر دیگری است
اینجا شهر دیگری است فیلمی به کارگردانی احمدرضا گرشاسبی و نویسندگی حمید امجد ساختهٔ سال ۱۳۹۰ است.

## داستان فیلم
داستان زمان پس از ضربت خوردن علی بن ابی‌طالب را روایت می‌کند و ظلم‌هایی که به وی از سوی افراد مختلف روا شده در فیلم دیده می‌شود. فیلم یک شب پس از ضربت خوردن علی بن ابی‌طالب تا زمان ‌کشته‌ شدن را به تصویر خواهد کشید و قصه در مدت زمان ۲۴ ساعت می‌گذرد. داستان حول محور چهار شخصیت اصلی می‌گذرد.